# Vilija Blinkevičiūtė
Vilija Blinkevičiūtė, née le 3 mars 1960 à Linkuva, est une femme politiquelituanienne, membre du Parti social-démocrate (LSDP) dont elle est la présidente de 2021 à 2025. Elle est députée européenne depuis 2009.

## Carrière politique
Elle est députée européenne depuis 2009, fait partie du groupe de l'Alliance progressiste des socialistes et démocrates au Parlement européen et est vice-présidente de la commission de l'emploi et des affaires sociales.
Son parti, la LSDP remporte les élections législatives de 2024. Cette victoire est cependant suivi trois jours plus tard de l'annonce par Vilija Blinkevičiūtė de son renoncement au poste de Première ministre, pour des raisons d'âge et de santé. Sur sa proposition, son prédécesseur à la tête du LSDP, Gintautas Paluckas, devient le candidat du parti pour ce poste,.